# Kantoortuin

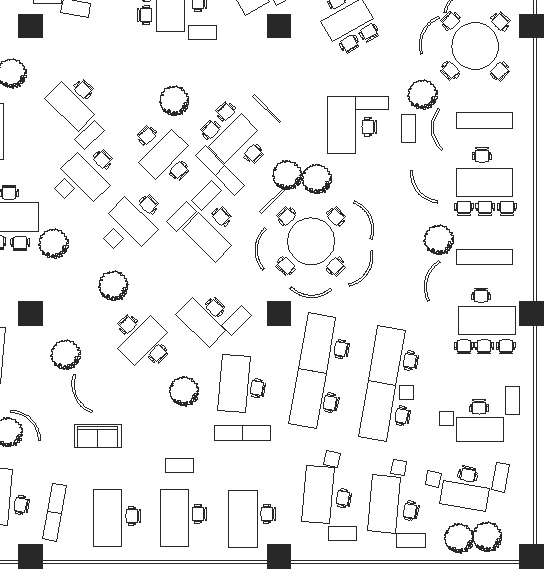
Voorbeeld van een kantoortuin op een plattegrond

De kantoortuin (Duits: Bürolandschaft), soms ook landschapskantoor of bureaulandschap genoemd, is een in de jaren 1950 in Duitsland ontwikkeld concept voor de indeling van kantoorruimte. Het maakte in de jaren 1970 ook in de rest van West-Europa opgang. In een kantoortuin zijn veel medewerkers, doorgaans meer dan 12, bij elkaar in dezelfde ruimte werkzaam. Er zijn geen scheidingswanden. Bureaus staan vaak in groepjes opgesteld, met een onregelmatige geometrie. Ook wordt veel gebruikgemaakt van plantenbakken om de ruimte op te delen en een organische aanblik te geven. Het idee paste goed bij gedachten over "democratisering" en "onthiërarchisering" die in die tijd opgeld deden en men veronderstelde dat communicatie tussen medewerkers gemakkelijker en laagdrempeliger zou worden en dat de productiviteit zou toenemen. Uit onderzoek is echter gebleken dat deze aannames niet kloppen: de vermeende voordelen van kantoortuinen blijken in de praktijk niet te bestaan. Wel zijn er duidelijke nadelen, met name geluidsoverlast en een volledig gebrek aan privacy. Steeds meer organisaties komen daarom terug op hun eerdere beslissing om in open kantoorruimten te werken.

## Nadelen van de kantoortuin
Voor de kantoortuin gelden dezelfde nadelen als voor andere vormen van open kantoorruimten: geluidsoverlast, een gebrek aan privacy en makkelijker overdragen van ziekmakende micro-organismen. Als daarnaast de kantoortuin vooral uit flexwerkplekken bestaat (waarbij werknemers geen 'eigen' bureau hebben maar iedere dag een vrije plek moeten zoeken) komen daar nog extra nadelen bij.
Deze leiden tot een hoger ziekteverzuim en een lagere productiviteit.

### Stressfactoren
Het (gevoelde) gebrek aan controle over de eigen werkplek kan een stressfactor zijn. Verschillende factoren kunnen hieraan bijdragen:
- Geluidsoverlast
- Gebrek aan privacy
- Afleiding en verstoring

#### Geluidsoverlast
Geluiden die meer 'betekenis' hebben, zijn meer verstorend voor de concentratie. Dit geldt met name voor verstaanbare muziekteksten en conversaties van collega's. Hoe beter iemand de gesproken tekst kan verstaan, hoe meer diegene wordt afgeleid. Het maskeren van betekenisvol geluid zou volgens de onderzoekers "grote winst opleveren voor een comfortabel akoestisch klimaat in de kantoortuin."
Voor het meten van de hoeveelheid geluidsoverlast in open kantoren is een officiële ISO-norm beschikbaar: NEN-EN-ISO 3382-3. Bij metingen die op basis van deze norm plaatsvinden, wordt onder andere gekeken naar de mate van storend en betekenisvol achtergrondgeluid, afmetingen van de ruimte, nagalmtijd, afleidingsafstand en privacyafstand.

#### Verstoringen
Onderzoekers van de Universiteit van Californië becijferden dat het gemiddeld 23 minuten en 15 seconden duurt voordat iemand weer geconcentreerd aan het werk is na een concentratieverstorende gebeurtenis. Werknemers in een kantoortuin ondervinden op dit vlak gemiddeld meer hinder dan mensen in een traditionele kantooromgeving door de grote hoeveelheid prikkels waaraan ze worden blootgesteld.

### Gebrekkige hygiëne
In open kantoorruimten, zonder scheidingswanden, hebben ziekmakende micro-organismen vrij spel, waardoor medewerkers vaker worden blootgesteld aan besmettelijke ziekten zoals de griep. 72% van de mensen gaat namelijk toch werken als ze ziek zijn.
Wanneer de kantoortuin vooral bestaat uit flexwerkplekken, en daarbij muizen en toetsenborden gedeeld worden, komt daar nog bij dat ook via muizen en toetsenborden ziektes kunnen worden overgedragen. Uit een kleinschalig onderzoek van de Britse consumentenorganisatie Which? bleek dat een aanzienlijk deel van de toetsenborden meer schadelijke bacteriën bevatte dan de gemiddelde toiletbril.

### Andere negatieve aspecten
Het werken in (zeer) grote ruimtes (en dus grote groepen mensen) kan leiden tot een kleinere sociale cohesie en controle.

### Gevolgen

#### Hoger ziekteverzuim
Werknemers in open kantoorruimtes zijn vaker (kortdurend) ziek dan werknemers in cellenkantoren met maximaal 3 werknemers per ruimte. Oorzaken hiervoor kunnen alle bovengenoemde factoren zijn: gebrekkige hygiëne, geluidsoverlast, gebrek aan controle, en gebrek aan sociale cohesie in grote groepen.

#### Lagere productiviteit
Geluidsoverlast en andere factoren die de concentratie verstoren, kunnen leiden tot een lagere productiviteit. De dynamiek in kantoortuinen is dermate concentratieverstorend dat een werknemer ongeveer twee keer zo lang over een taak doet. Dit leidt tot een productiviteitsverlies van gemiddeld 86 minuten per dag. Bovendien maakt een medewerker meer fouten in het werk dat hij of zij wel afkrijgt. Vooral complexe taken, waarvoor een hoge mate van concentratie vereist is, hebben te lijden onder de effecten van de open kantooromgeving. Tussen de verstoringen door blijven er slechts 11 ongestoorde werkminuten per uur over. 

## Mogelijke oplossingen
Het opdelen van de werkvloer in zones met speciale concentratiewerkplekken kan een oplossing zijn voor werknemers die zich moeten focussen op een lastige of dringende taak. Daarnaast kan het opstellen van duidelijke regels orde scheppen voor werknemers die niet gestoord willen worden. Oordopjes of een koptelefoon kunnen daarbij uitkomst bieden. De persoon in kwestie heeft minder last van omgevingsgeluiden en collega's zien dat ze hem of haar met rust moeten laten.
Ook kunnen werkgevers overwegen om aparte ruimtes te creëren waar mensen luidruchtig kunnen en mogen zijn. Op die manier kunnen mensen in een ontspannen sfeer socialiseren en informatie uitwisselen. Zoals eerder genoemd, roepen kantoortuinen frustraties op bij werknemers vanwege concentratieverstorende factoren. Sommige organisaties richten hun samenwerkingszones daarom nu anders in. Denk hierbij aan kleine zitjes om te overleggen of volledig afgesloten ruimtes voor langere vergaderingen. Of deze maatregelen een positief effect hebben is niet bekend.